# 向明德 (外交官)

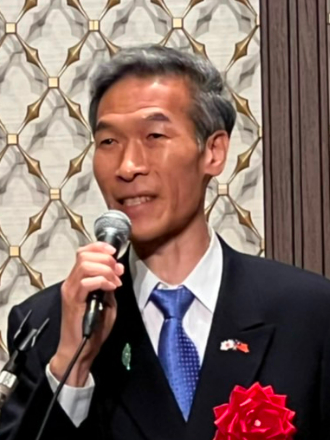
2022年攝於日本大阪。

向明德（1959年10月—），出生於臺灣省嘉義市，成長於嘉義縣水上鄉，中華民國外交官。

## 學歷
- 東吳大學日本語文學系畢業
- 外交領事人員乙等特種考試及格（1990年9月）
- 慶應義塾大學日語研修（1992年3月）

## 經歷

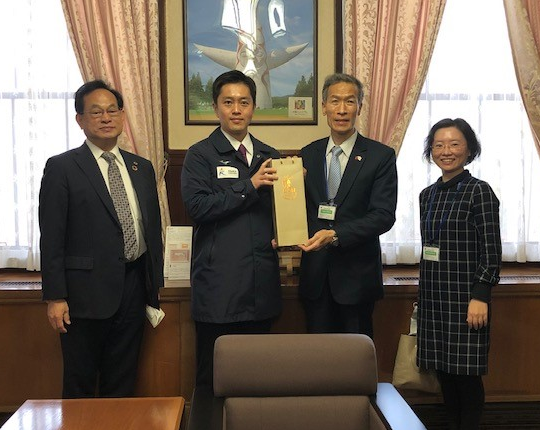
2021年11月，駐大阪辦事處長向明德（中右）會見大阪府知事吉村洋文（中左）。

- 外交部亞東太平洋司薦任科員（1991年6月）
- 亞東關係協會薦任主事回部辦事（1993年3月）
- 臺北駐日經濟文化代表處秘書組秘書、業務組秘書（1995年7月）
- 外交部亞東太平洋司秘書回部辦事（2001年7月）
- 外交部研究設計會綜合管制組組長、企劃設計組組長（2003年9月）
- 臺北駐大阪經濟文化辦事處福岡分處組長（2006年1月）
- 外交部領事事務局臺灣桃園國際機場辦事處科長、簡任副主任（2011年7月）
- 借調國家安全會議簡任秘書（2015年8月）
- 臺北駐日經濟文化代表處副參事（政務組副組長，2016年7月）
- 臺北駐日經濟文化代表處參事（政務組組長，2018年5月）
- 臺北駐大阪經濟文化辦事處總領事銜處長（2021年11月）[註 1]
- 外交部研究設計會總領事回部辦事（2023年4月）[8]

| 外交職務      | 外交職務                                 | 外交職務      |
| ------------- | ---------------------------------------- | ------------- |
| 前任： 李世丙 | 中華民國駐大阪處長 2021年11月－2023年4月 | 繼任： 洪英傑 |